# 帕蒂贊斯克

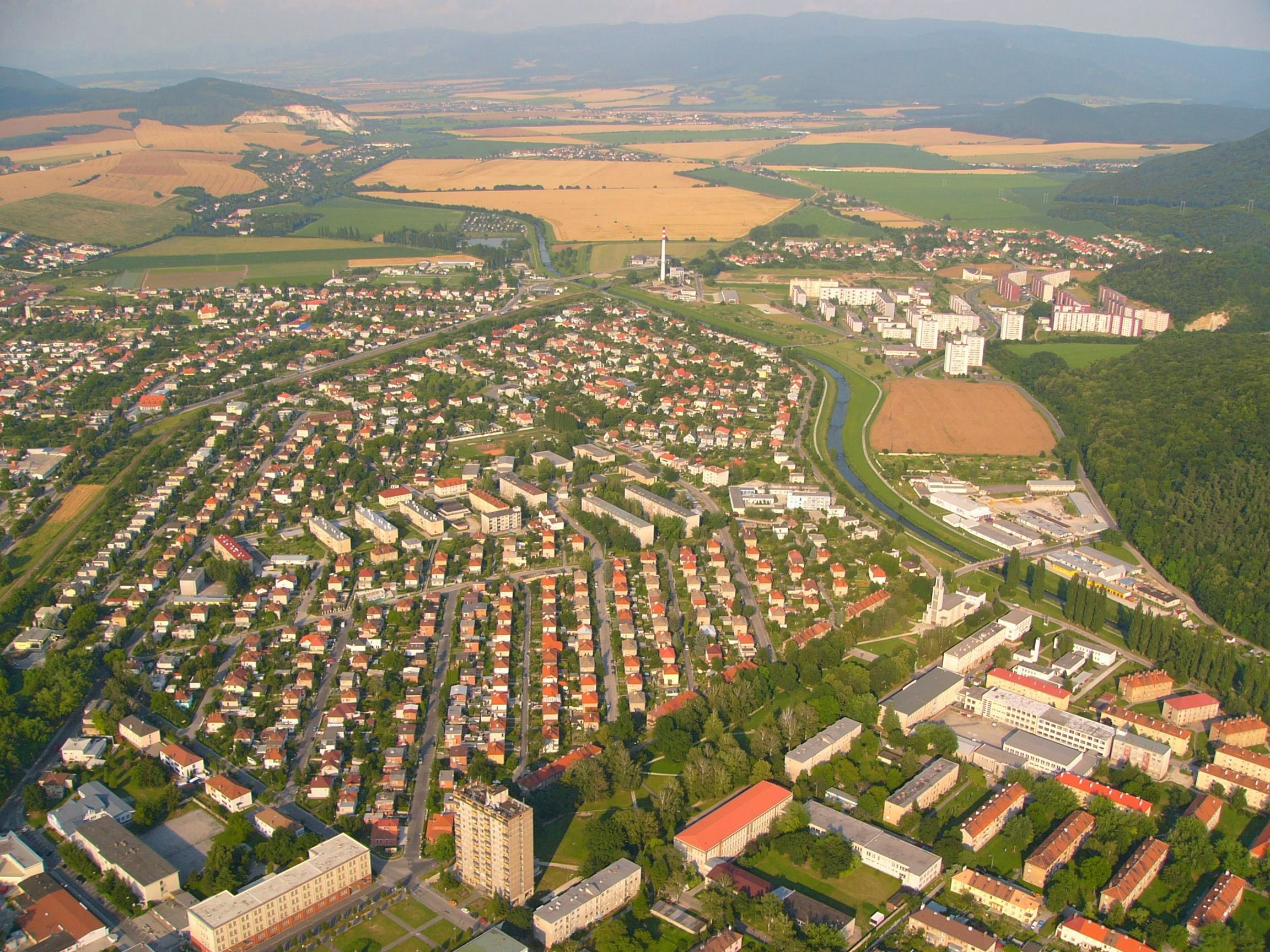

帕蒂贊斯克（直译：「游击队镇」，斯洛伐克語發音：[ˈpartizaːnske] ⓘ）是斯洛伐克的城鎮，位於該國西部，由特倫欽州負責管轄，面積22.38平方公里，海拔高度195米，2006年人口24,340，其中七成居民信奉羅馬天主教。

## 外部連結
- Website of town Partizánske （页面存档备份，存于）